# 关溪乡
关溪乡，是中华人民共和国湖南省郴州市宜章县下辖的一个乡镇级行政单位。

## 行政区划
关溪乡下辖以下地区：
关溪村、鲫鱼塘村、石窝塘村、栗木村、黄泥墩村、陈曹尹村、余家村、谭吴宁村、塘下岭村、沙市村、马头下村、鲁塘村、高山村、狗牙洞村、塘窝里村和锡塘村。